# Herman Suradiradja
Herman Suradiradja (* 14. Oktober 1947 in Sukabumi; † 6. Juni 2016) war ein indonesischer Schachspieler. 1978 erhielt er als erster Spieler seines Landes und als dritter Asiate nach Eugenio Torre und Rosendo Balinas den Titel eines Großmeisters.

## Leben
Suradiradja stammte aus einer gut situierten Familie, sein Vater war Diplomat. 1969 nahm er erstmals an der indonesischen Landesmeisterschaft teil und konnte sie 1975 gewinnen. Im gleichen Jahr erzielte er bei einem Turnier in Singapur seine erste Norm für den Titel eines Internationalen Meisters. In den folgenden Jahren hielt er sich in Europa auf und erfüllte 1976 in Lublin die zweite Norm. In Bulgarien, wo er von Ewgeni Ermenkow trainiert wurde, gelangen ihm Großmeisternormen bei Turnieren in Primorsko 1977 und Plowdiw 1978. Obwohl es ein offenes Geheimnis war, dass Suradiradja seinen Erfolgen durch Geldzahlungen nachgeholfen hatte, verlieh ihm die FIDE daraufhin den Großmeistertitel. Seine beste Elo-Zahl von 2380 erreichte er von Januar 1981 bis Januar 1982, ab 1987 lag seine Elo-Zahl kontinuierlich maximal bei 2300. Damit galt er als einer der schwächsten Großmeister weltweit.
Suradiradja spielte bei vier Schacholympiaden: 1966 (2. Reservebrett), 1972 (Reservebrett), 1978 (Brett 1) und 1980 (Brett 2). Insgesamt erzielte er dabei 20 Punkte aus 40 Partien (+10 =20 −10). Außerdem spielte er bei der asiatischen Mannschaftsmeisterschaft 1986 am Spitzenbrett der indonesischen Mannschaft und erreichte mit dieser den dritten Platz.
Seit 2013 war Suradiradja schwer erkrankt, nahm aber bis kurz vor seinem Tod an Turnieren in Indonesien teil.